# خانه سید کمال حجازی
خانه سید کمال حجازی مربوط به اوایل دوره پهلوی است و در شهرستان دهاقان، بخش مرکزی، شهر دهاقان، میدان امام حسین، خیابان شهید سید رضا حجازی، خیابان بازار، کوچه درب آسیاب، پلاک ۲۰ واقع شده و این اثر در تاریخ ۱۸ آذر ۱۳۸۷ با شمارهٔ ثبت ۲۳۹۲۰ به‌عنوان یکی از آثار ملی ایران به ثبت رسیده است.